# Kross
Kross 是KDE 4新的腳本框架。原先Kross是設計用於KOffice但最終成為KDE 4的正式腳本框架。Kross旨在提供KDE充分的腳本能力給應用程序用戶自己選擇的語言 ;和方便開發人員能夠針對KDE的平台，使它們的應用程序支持多種腳本語言（本身不需要精通任何腳本語言）。
Kross腳本框架並不是腳本語言本身。它只不過提供KDE嵌入服務以支持其他現有的腳本語言。目前支持：Python、Ruby、JavaScript和Falcon编程语言。
Kross提供下列優於其他的方法以使腳本用於桌面應用程序或桌面環境：
- 用戶可以自由地選擇和使用他最喜歡的腳本語言
- 應用程式的開發者不需要知道腳本語言具體內容
- 其他腳本語言可以很容易地添加為Kross的模塊/插件

## 使用Kross的應用程式
- KDevelop
- Kexi
- Kopete
- Krita
- KSpread
- KWord
- Plasma
- SuperKaramba
- KTorrent

## 外部連結
- Kross home page (documentation for developers)
- Interview with Kross developer （页面存档备份，存于）
- Kross tutorial （页面存档备份，存于）
- aKademy 2006 conference talk on Kross（页面存档备份，存于）
- Kross Namespace Reference（页面存档备份，存于）